# Rakhídhion
Rakhídhion (Rachidi) är en ort i Grekland.   Den ligger i prefekturen Kykladerna och regionen Sydegeiska öarna, i den sydöstra delen av landet, 230 km sydost om huvudstaden Aten. Rakhídhion ligger 17 meter över havet och antalet invånare är 172. Den ligger på ön Amorgos.
Terrängen runt Rakhídhion är huvudsakligen kuperad, men åt nordväst är den platt.  Närmaste större samhälle är Amorgos, 2,7 km öster om Rakhídhion. 